# تسلسل مسح الجينوم
تسلسل مسح الجينوم هو طريقة جديدة لتعيين تسلسل الجينوم لأنه لا يعتمد على mRNA.غالبًا ما تستخدم تسلسل مسح الجينوم لرسم خرائط تسلسل الجينوم. ويستخدم علماء mRNA ، مسح الجينوم كأداة لرسم خرائط لتسلسل الجينوم. غالبًا ما يتم استخدام GSS في الخطوة الأولى من التسلسل. يمكن أن توفر GSSs عرضًا عالميًا أوليًا للجينوم، والذي يتضمن كلاً من DNA المشفر وغير المشفر ويحتوي على قسم تكراري للجينوم على عكس ESTS. لتقدير التسلسلات المتكررة، يلعب GSS دورًا مهمًا في التقييم المبكر لمشروع التسلسل لأن هذه البيانات يمكن أن تؤثر على تقييم التسلسلات المغطا وجودة المكتبة وعملية البناء. على سبيل المثال، في تقدير جينوم الكلاب، يمكنه تقدير العوامل المتغيرة العالمية، مثل معدل الطفرة المتعادل ومحتوى التكرار.
يعد GSS أيضًا وسيلة فعالة لتمييز الجينوم على نطاق واسع وسريع في تحديد خصائص الأنواع ذات الصلة التي تحتوي فقطعلى القليل من تسلسل الجينات أو الخرائط.
يمكن لنظام تسلسل مسح الجينوم (GSS) ذو التغطية المنخفضة أن يولد معلومات وفيرة عن محتوى الجينات والعناصر التنظيمية المفترضة لمقارنة الانواع ويمكن مقارنة هذه الجينات من الأنواع ذات الصلة لمعرفة الأسر الموسعة نسبيا، بالإضافة إلى تغطية الاستنساخ المادي، يمكن للباحثين التنقل في الجينوم بسهولة وتوصيف القسم الجيني المحدد من خلال التسلسل الأكثر شمولاً.